# Etal Castle

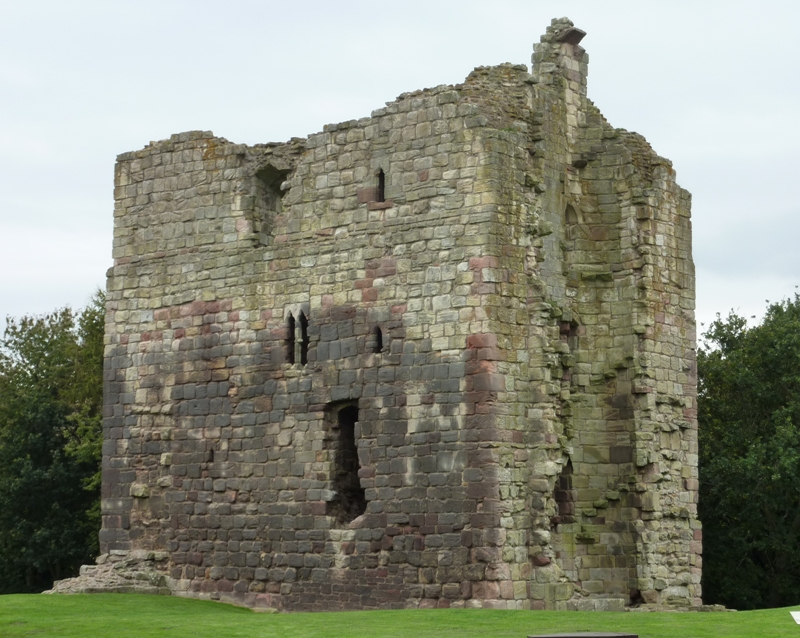
De zuidelijke zijde van de donjon. Op de plaats van het grote gat in de muur bevond zich een toegang tot de donjon, die via een houten trap aan de buitenzijde bereikbaar was.

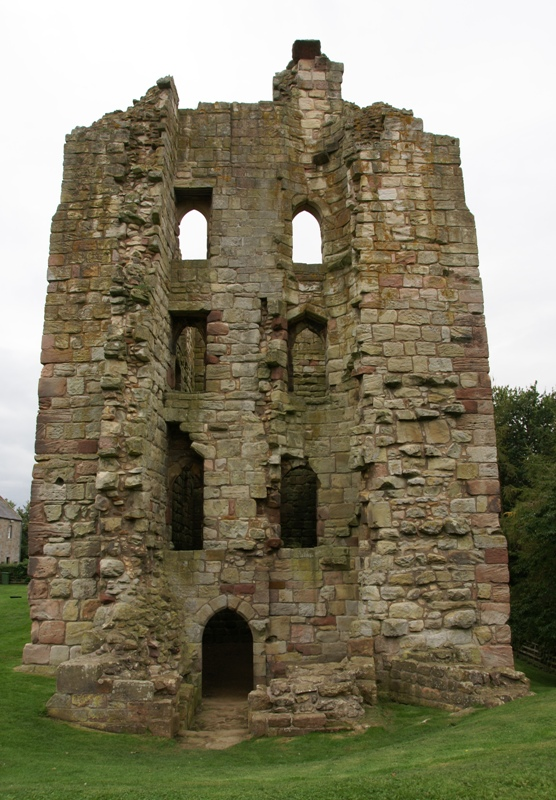
De oostelijke kant van de donjon, waar zich de hoofdingang tot de toren bevond, die beschermd werd door een ijzeren hek.

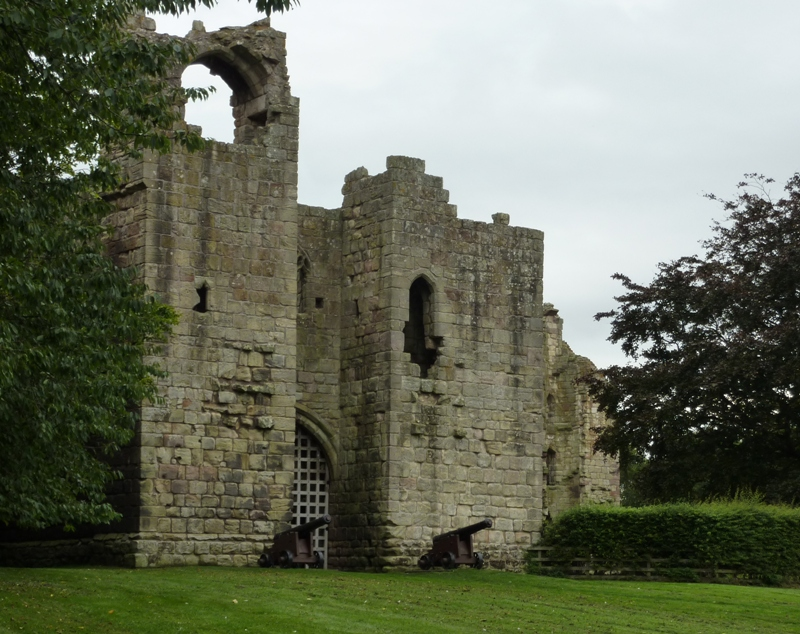
Het poortgebouw gezien vanuit het oosten. De scheepskanonnen zijn negentiende-eeuws. Het ijzeren hek is twintigste-eeuws.

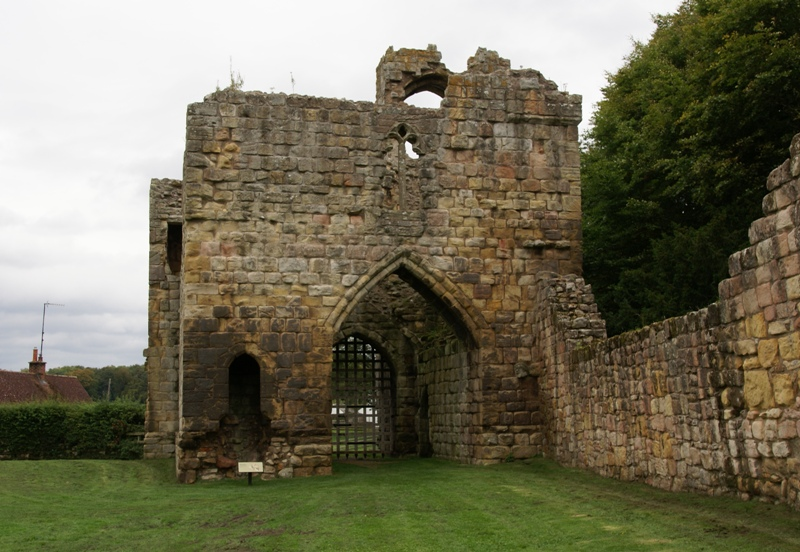
Het poortgebouw gezien vanaf de binnenplaats.

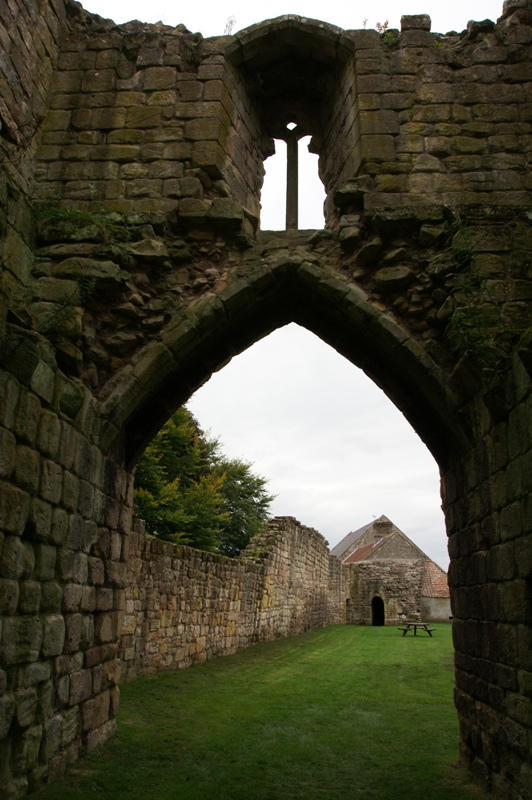
Vanuit het poortgebouw kijkend naar de restanten van de zuidwestelijke hoektoren.

Etal Castle is (de ruïne van) een veertiende-eeuws kasteel, gelegen in Etal in de Engelse regio Northumberland. Het kasteel werd gebouwd door de familie Manners en bleef in hun bezit tot de helft van de zestiende eeuw, waarna het eigendom werd van de kroon.

## Geschiedenis

### Tot de veertiende eeuw
Vanaf 1100 begon Hendrik I van Engeland met de kolonisatie van Northumberland. Het gebied tussen de Tweed en de Tyne verdeelde hij in een aantal baronieën, waaronder de baronie van Wooler. Etal was een klein landgoed in deze baronie. Robert Muschamp verkreeg de baronie van Wooler en was verplicht de koning bij te staan met vier ridders, als deze hem daarom vroeg. In 1180 was er reeds een Normandische ridder genaamd Robert Manners, dienende onder de baron, die het landgoed van Etal in zijn bezit had. Het landgoed van Etal bestond toentertijd hoogstwaarschijnlijk uit een houten complex voorzien van een palissade. Vermoedelijk werd aan het eind van de dertiende eeuw het houten complex vervangen door een stenen woontoren; dit was ten tijde van de derde Robert, Heer van Etal. In 1341 kreeg zijn opvolger, ook een Robert, toestemming van de koning om zijn residentie te versterken en er een ommuurd kasteel van te maken. Het was in deze periode dat de woontoren een extra verdieping kreeg en werd voorzien van een borstwering. In 1354 werd Robert opgevolgd door zijn zoon John, die een poorthuis, een omwalling en twee hoektorens liet bouwen. In 1368 was de bouw zeker gereed.

### Vijftiende eeuw
Twee generaties later had de familie Manners een vete met hun buren, de Herons van Fort, die leidde tot gewapende aanvallen. De vete eindigde in 1438; het resultaat van de vete was dat zowel Ford Castle als Etal Castle ruïneus waren en beide landgoederen flink in waarde waren gedaald. De Heer van Etal, Robert, wist echter in grensgevechten zijn waarde te bewijzen en wist het familiefortuin te herstellen. Hij sneuvelde in de Slag bij Towton in 1461. Zijn zoon Robert huwde een dochter van Lord Roos en werd opgevolgd door zijn zoon George in 1495, die tevens de baronie van Roos erfde. George huwde de nicht van de inmiddels overleden Eduard IV van Engeland en ging wonen op landerijen in het verder van de grens afgelegen Rutland. Etal Castle werd in beheer gegeven van John Collingwood en had een klein garnizoen ter verdediging van het kasteel.

### Zestiende eeuw
In 1513 viel Jacobus IV van Schotland met een leger van dertigduizend man Engeland aan, waarbij eerst de grotere kastelen Wark Castle en Norham Castle werden gebombardeerd en ingenomen. Vervolgens trok dit leger naar Ford Castle en Etal Castle, die beide na slechts een licht bombardement werden ingenomen en voorzien van een Schots garnizoen. Jacobus IV maakte van Ford Castle zijn hoofdkwartier; zijn leger kampeerde op Flodden Hill. De Engelsen vielen met een leger van 20.000 man onder leiding van de graaf van Surrey de Schotten aan. Deze slag werd bekend als de Slag bij Flodden Field. Jacobus IV en veel van zijn edellieden kwamen hierbij om. De buitgemaakte artillerie werd naar Etal Castle gebracht. George Manners, Lord Roos, stierf in 1514 en werd opgevolgd door zijn zoon Thomas. Ook deze liet het beheer over aan John Collingwood en later aan diens opvolger Henry Collingwood. In 1541 werd een rapport uitgebracht over Etal Castle waarin werd geconstateerd dat het verwaarloosde kasteel dringend onderhoud nodig had. Dit leidde ertoe dat Etal Castle in 1547 door Thomas Manners, graaf van Rutland, werd overgedragen aan de kroon in ruil van landerijen elders.
In 1549 was Sir John Ellerker namens de kroon gelegerd in Etal Castle met een garnizoen van 100 ruiters en 200 voetsoldaten. Aan het eind van de zestiende eeuw was er nog steeds onderhoud nodig aan het kasteel.

### Vanaf de zeventiende eeuw
In 1603 werden de Schotse en Engelse kroon verenigd, waardoor de strategische functie van Etal Castle als kasteel aan de grens verviel. De kroon verhuurde vervolgens in 1604 Etal Castle inclusief landerijen aan baron George Hume van Berwick. In 1611 kwam het kasteel in handen van Lord Howard de Walden, graaf van Suffolk; vanaf 1636 werd het kasteel gehuurd door Sir Robert Carr. Als aanhanger van Karel I werden hem zijn eigendommen door het parlement ontnomen, nadat in 1649 Karel I was onthoofd. In 1660 wist Sir Robert zijn landgoederen terug te krijgen, nadat de Stuart-dynastie weer aan de macht was gekomen. Etal Castle bleef in handen van de familie Carr tot de regering van George III; het eigendom van het kasteel ging hierna over op de vrouwelijke lijn. Vanaf 1748 werd het kasteel niet meer gebruikt als residentie.
In de negentiende eeuw liet Lord Frederick FitzClarence, afstammeling van de familie Carr en onwettige zoon van Willem IV, het geruïneerde Etal Castle opknappen en plaatste twee scheepskanonnen, afkomstig van de HMS Royal George, voor het poortgebouw.
Na de dood van zijn vrouw in 1827 werd het kasteel verkocht aan James Laing, een scheepsbouwer. In 1908 werd Etal Castle verkocht aan Lord Joicey, die tevens Ford Castle kocht. De familie Joicey voerde conserveringswerken uit aan het kasteel en gaf het kasteel in beheer bij English Heritage.

## Bouw
De plattegrond van het oorspronkelijke Etal Castle was min of meer vierkant van vorm. Op de vier hoeken van het vierkant bevond zich een bouwwerk. Aan de vier zijden van het vierkant bevonden zich muren van 1,7 meter dik. Het poortgebouw vormde de zuidoostelijke hoek. De woontoren bevond zich op de noordwestelijke hoek. Van de zuidwestelijke toren zijn enige restanten overgebleven, in tegenstelling tot de noordoostelijke toren waar niets van is teruggevonden.

### Donjon
De veertiende-eeuwse donjon bestond uit vijf lagen, waarbij boven op de toren een borstwering was aangebracht. De muren van de donjon zijn 2,5 meter dik. De begane grond diende als opslagruimte. In de zuidmuur bevond zich ooit een ingang, maar die is op een gegeven moment dichtgemetseld. De hoofdingang bevond zich aan de oostzijde en werd beschermd door een ijzeren hek dat vanaf de eerste verdieping kon worden neergelaten. Aan de noordzijde van de ingang bevond zich in de toren een wenteltrap. Op de eerste verdieping bevond zich de hal. In de zuidmuur bevindt zich een tweede toegang tot de toren, die bereikt kon worden via een houten trap aan de buitenzijde. Deze toegang was in eerder stadium een meurtrière (moordgat).
Op de tweede verdieping bevonden zich de privévertrekken van de familie Manners en later van de Collingwoods. Deze vertrekken hadden grote haarden, ramen en latrines. De derde verdieping was als soldatenbarak ingericht.

### Poortgebouw
Het poortgebouw bestaat uit een twee torens aan de oostzijde waartussen zich de poort bevindt die met een ijzeren hek en dubbele deur kan worden afgesloten. Achter de poort bevindt zich een gewelfde gang met twee wachtruimtes. Aan de voorzijde van het poortgebouw bevindt zich het familiewapen met de familie Manners. In het poortgebouw zijn de gaten nog aanwezig die gebruikt werden door het mechanisme van de ophaalbrug, die zelf niet meer aanwezig is.
Op de eerste verdieping bevindt zich een ruimte met drie grote ramen, die wellicht in gebruik was als kapel.

## Beheer
Etal Castle wordt beheerd door English Heritage.